# Grand Prix Belgie 1975
Grand Prix Belgie 1975 (oficiálně XXXIII GROTE PRIJS VAN BELGIE) se jela na okruhu Zolder v Limburk v Belgii dne 25. května 1975. Závod byl šestým v pořadí v sezóně 1975 šampionátu Formule 1.

## Kvalifikace
| Poř. | No. | Jezdec             | Konstruktér     | Čas     | Ztráta |
| ---- | --- | ------------------ | --------------- | ------- | ------ |
| 1    | 12  | Niki Lauda         | Ferrari         | 1.25.43 | —      |
| 2    | 8   | Carlos Pace        | Brabham-Ford    | 1.25.47 | +0.04  |
| 3    | 9   | Vittorio Brambilla | March-Ford      | 1.25.66 | +0.23  |
| 4    | 11  | Clay Regazzoni     | Ferrari         | 1.25.85 | +0.42  |
| 5    | 16  | Tom Pryce          | Shadow-Ford     | 1.25.94 | +0.51  |
| 6    | 7   | Carlos Reutemann   | Brabham-Ford    | 1.26.09 | +0.66  |
| 7    | 23  | Tony Brise         | Hill-Ford       | 1.26.22 | +0.79  |
| 8    | 1   | Emerson Fittipaldi | McLaren-Ford    | 1.26.26 | +0.83  |
| 9    | 3   | Jody Scheckter     | Tyrrell-Ford    | 1.26.36 | +0.93  |
| 10   | 17  | Jean-Pierre Jarier | Shadow-Ford     | 1.26.38 | +0.95  |
| 11   | 24  | James Hunt         | Hesketh-Ford    | 1.26.51 | +1.08  |
| 12   | 4   | Patrick Depailler  | Tyrrell-Ford    | 1.26.74 | +1.31  |
| 13   | 26  | Alan Jones         | Hesketh-Ford    | 1.27.05 | +1.62  |
| 14   | 5   | Ronnie Peterson    | Lotus-Ford      | 1.27.17 | +1.74  |
| 15   | 2   | Jochen Mass        | McLaren-Ford    | 1.27.38 | +1.95  |
| 16   | 6   | Jacky Ickx         | Lotus-Ford      | 1.27.40 | +1.97  |
| 17   | 21  | Jacques Laffite    | Williams-Ford   | 1.27.70 | +2.27  |
| 18   | 18  | John Watson        | Surtees-Ford    | 1.28.01 | +2.58  |
| 19   | 20  | Arturo Merzario    | Williams-Ford   | 1.28.18 | +2.75  |
| 20   | 14  | Bob Evans          | BRM             | 1.28.57 | +3.14  |
| 21   | 28  | Mark Donohue       | Penske-Ford     | 1.28.65 | +3.22  |
| 22   | 22  | François Migault   | Hill-Ford       | 1.29.57 | +4.14  |
| 23   | 10  | Lella Lombardi     | March-Ford      | 1.29.71 | +4.28  |
| 24   | 30  | Wilson Fittipaldi  | Fittipaldi-Ford | 1.30.27 | +4.84  |

## Závod
| Poř.   | No. | Jezdec             | Konstruktér     | Počet kol | Čas/Odstoupení | Pořadí na startu | Body |
| ------ | --- | ------------------ | --------------- | --------- | -------------- | ---------------- | ---- |
| 1      | 12  | Niki Lauda         | Ferrari         | 70        | 1:43:53.98     | 1                | 9    |
| 2      | 3   | Jody Scheckter     | Tyrrell-Ford    | 70        | + 19.22        | 9                | 6    |
| 3      | 7   | Carlos Reutemann   | Brabham-Ford    | 70        | + 41.82        | 6                | 4    |
| 4      | 4   | Patrick Depailler  | Tyrrell-Ford    | 70        | + 1:00.08      | 12               | 3    |
| 5      | 11  | Clay Regazzoni     | Ferrari         | 70        | + 1:03.84      | 4                | 2    |
| 6      | 16  | Tom Pryce          | Shadow-Ford     | 70        | + 1:28.45      | 5                | 1    |
| 7      | 1   | Emerson Fittipaldi | McLaren-Ford    | 69        | + 1 kolo       | 8                |      |
| 8      | 8   | Carlos Pace        | Brabham-Ford    | 69        | + 1 kolo       | 2                |      |
| 9      | 14  | Bob Evans          | BRM             | 68        | + 2 kola       | 20               |      |
| 10     | 18  | John Watson        | Surtees-Ford    | 68        | + 2 kola       | 18               |      |
| 11     | 28  | Mark Donohue       | Penske-Ford     | 67        | + 3 kola       | 21               |      |
| 12     | 30  | Wilson Fittipaldi  | Fittipaldi-Ford | 67        | + 3 kola       | 24               |      |
| Ret    | 22  | François Migault   | Hill-Ford       | 57        | Zavěšení       | 22               |      |
| Ret    | 9   | Vittorio Brambilla | March-Ford      | 54        | Brzdy          | 3                |      |
| Ret    | 6   | Jacky Ickx         | Lotus-Ford      | 52        | Brzdy          | 16               |      |
| Ret    | 5   | Ronnie Peterson    | Lotus-Ford      | 36        | Brzdy          | 14               |      |
| Ret    | 21  | Jacques Laffite    | Williams-Ford   | 18        | Převodovka     | 23               |      |
| Ret    | 10  | Lella Lombardi     | March-Ford      | 18        | Motor          | 17               |      |
| Ret    | 23  | Tony Brise         | Hill-Ford       | 17        | Motor          | 7                |      |
| Ret    | 24  | James Hunt         | Hesketh-Ford    | 15        | Převodovka     | 11               |      |
| Ret    | 17  | Jean-Pierre Jarier | Shadow-Ford     | 13        | Motor          | 10               |      |
| Ret    | 20  | Arturo Merzario    | Williams-Ford   | 2         | Spojka         | 19               |      |
| Ret    | 26  | Alan Jones         | Hesketh-Ford    | 1         | Nehoda         | 13               |      |
| Ret    | 2   | Jochen Mass        | McLaren-Ford    | 0         | Nehoda         | 15               |      |
| Zdroj: |     |                    |                 |           |                |                  |      |

## Průběžné pořadí po závodě
Pohár jezdců
| Pořadí | Jezdec             | Body |
| ------ | ------------------ | ---- |
| 1      | Niki Lauda         | 23   |
| 2      | Emerson Fittipaldi | 21   |
| 3      | Carlos Pace        | 16   |
| 4      | Carlos Reutemann   | 16   |
| 5      | Jody Scheckter     | 15   |
| Zdroj: |                    |      |

Pohár konstruktérů
| Pořadí | Konstruktér  | Body |
| ------ | ------------ | ---- |
| 1      | Brabham-Ford | 29   |
| 2      | McLaren-Ford | 26,5 |
| 3      | Ferrari      | 26   |
| 4      | Tyrrell-Ford | 19   |
| 5      | Hesketh-Ford | 7    |
| Zdroj: |              |      |